# مايك جونز (لاعب كرة قدم مواليد 1988)
مايك جونز (بالإنجليزية: Mike Jones)‏ هو لاعب كرة قدم أمريكي في مركز الدفاع، ولد في 1 يونيو 1988 في St. Peters, Missouri ‏ في الولايات المتحدة. لعب مع سبورتينغ كانساس سيتي ونيويورك ريد بولز.

## وصلات خارجية
- مايك جونز على موقع الدوري الأمريكي (الإنجليزية)
- مايك جونز على موقع قاعدة بيانات كرة القدم.إي يو (الإنجليزية)
- مايك جونز على موقع قاعدة بيانات كرة القدم.إي يو (الإنجليزية)
- مايك جونز على موقع قاعدة بيانات كرة القدم.إي يو (الإنجليزية)